# Досон (Илиноис)
Досон (енгл. Dawson) град је у америчкој савезној држави Илиноис.

## Демографија
По попису из 2010. године број становника је 509, што је 43 (9,2%) становника више него 2000. године.
| Група             | 2000.       | 2010.       |
| Белци             | 459 (98,5%) | 504 (99,0%) |
| Афроамериканци    | 0 (0,0%)    | 1 (0,2%)    |
| Азијати           | 0 (0,0%)    | 0 (0,0%)    |
| Хиспаноамериканци | 2 (0,4%)    | 1 (0,2%)    |
| Укупно            | 466         | 509         |